# Plethodon ainsworthi
Plethodon ainsworthi foi uma espécie de salamandra da família Plethodontidae.
Foi endémica dos Estados Unidos da América.
Os seus habitats eram florestas temperadas e nascentes de água doce.
Foi extinto devido à perda de habitat.